# Seznam medailistů na halovém mistrovství světa – koule

## Muži
| Rok  | Místo        | Zlato                            | Výkon vítěze                     | Stříbro                          | Bronz                            |
| ---- | ------------ | -------------------------------- | -------------------------------- | -------------------------------- | -------------------------------- |
| 1985 | Paříž        | Remigius Machura                 | 21,22                            | Udo Beyer                        | Jānis Bojārs                     |
| 1987 | Indianapolis | Ulf Timmermann                   | 22,24                            | Werner Günthör                   | Sergej Smirnov                   |
| 1989 | Budapešť     | Ulf Timmermann                   | 21,75                            | Randy Barnes                     | Georg Andersen                   |
| 1991 | Sevilla      | Werner Günthör                   | 21,17                            | Klaus Bodenmüller                | Ron Backes                       |
| 1993 | Toronto      | Mike Stulce                      | 21,27                            | Jim Doehring                     | Oleksandr Bahač                  |
| 1995 | Barcelona    | Mika Halvari                     | 20,74                            | C.J. Hunter                      | Dragan Perič                     |
| 1997 | Paříž        | Jurij Bilonoh                    | 21,02                            | Oleksandr Bahač                  | John Godina                      |
| 1999 | Maebaši      | Oleksandr Bahač                  | 21,41                            | John Godina                      | Jurij Bilonoh                    |
| 2001 | Lisabon      | John Godina                      | 20,82                            | Adam Nelson                      | Manuel Martínez                  |
| 2003 | Birmingham   | Manuel Martínez                  | 21,24                            | John Godina                      | Jurij Bilonoh                    |
| 2004 | Budapešť     | Christian Cantwell               | 21,49                            | Reese Hoffa                      | Joachim Olsen                    |
| 2006 | Moskva       | Reese Hoffa                      | 22,11                            | Andrej Michněvič                 | Joachim Olsen                    |
| 2008 | Valencie     | Christian Cantwell               | 21,77                            | Reese Hoffa                      | Tomasz Majewski                  |
| 2010 | Dauhá        | Christian Cantwell               | 21,83                            | Ralf Bartels                     | Dylan Armstrong                  |
| 2012 | Istanbul     | Ryan Whiting                     | 22,00                            | David Storl                      | Tomasz Majewski                  |
| 2014 | Sopoty       | Ryan Whiting                     | 22,05                            | David Storl                      | Tomas Walsh                      |
| 2016 | Portland     | Tomas Walsh                      | 21,78                            | Andrei Gag                       | Filip Mihaljević                 |
| 2018 | Birmingham   | Tomas Walsh                      | 22,31                            | David Storl                      | Tomáš Staněk                     |
| 2020 | Nanking      | zrušeno kvůli pandemii covidu-19 | zrušeno kvůli pandemii covidu-19 | zrušeno kvůli pandemii covidu-19 | zrušeno kvůli pandemii covidu-19 |
| 2022 | Bělehrad     | Darlan Romani                    | 22,53                            | Ryan Crouser                     | Tomas Walsh                      |
| 2024 | Glasgow      | Ryan Crouser                     | 22,69 – RHMS                     | Tomas Walsh                      | Leonardo Fabbri                  |
| 2025 | Nanking      | Tomas Walsh                      | 21,65                            | Roger Steen                      | Adrian Piperi                    |

## Ženy
| Rok  | Místo        | Zlato                            | Výkon vítěze                     | Stříbro                          | Bronz                            |
| ---- | ------------ | -------------------------------- | -------------------------------- | -------------------------------- | -------------------------------- |
| 1985 | Paříž        | Natalja Lisovská                 | 20,07                            | Ines Müllerová                   | Nunu Abašidzeová                 |
| 1987 | Indianapolis | Natalja Lisovská                 | 20,52                            | Ilona Briesenicková              | Claudia Loschová                 |
| 1989 | Budapešť     | Claudia Loschová                 | 20,45                            | Chuang Č’-chung                  | Christa Wieseová                 |
| 1991 | Sevilla      | Suej Sin-mej                     | 20,54                            | Chuang Č’-chung                  | Natalja Lisovská                 |
| 1993 | Toronto      | Světlana Kriveljovová            | 19,57                            | Stephanie Storpová               | Zhang Liuhong                    |
| 1995 | Barcelona    | Kathrin Neimkeová                | 19,40                            | Connie Smithová                  | Grit Hammerová                   |
| 1997 | Paříž        | Vita Pavlyšová                   | 20,00                            | Astrid Kumbernussová             | Irina Koržaněnková               |
| 1999 | Maebaši      | Světlana Kriveljovová            | 19,08                            | Krystyna Danilczyková            | Teri Steerová                    |
| 2001 | Lisabon      | Larisa Pelešenková               | 19,84                            | Nadzeja Astapčuková              | Světlana Kriveljovová            |
| 2003 | Birmingham   | Irina Koržaněnková               | 20,55                            | Nadzeja Astapčuková              | Astrid Kumbernussová             |
| 2004 | Budapešť     | Světlana Kriveljovová            | 19,90                            | Yumileidi Cumbá                  | Nadine Kleinertová               |
| 2006 | Moskva       | Natalja Michněvičová             | 19,84                            | Nadine Kleinertová               | Olga Rjabinkinová                |
| 2008 | Valencie     | Valerie Adamsová                 | 20,19                            | Nadzeja Astapčuková              | Li Mej-ťü                        |
| 2010 | Dauhá        | Valerie Adamsová                 | 20,49                            | Anna Avdějevová                  | Nadine Kleinertová               |
| 2012 | Istanbul     | Valerie Adamsová                 | 20,54                            | Nadzeja Astapčuková              | Michelle Carterová               |
| 2014 | Sopoty       | Valerie Adamsová                 | 20,67 – RHMS                     | Christina Schwanitzová           | Kung Li-ťiao                     |
| 2016 | Portland     | Michelle Carterová               | 20,21                            | Anita Mártonová                  | Valerie Adamsová                 |
| 2018 | Birmingham   | Anita Mártonová                  | 19,62                            | Danniel Thomasová-Doddová        | Kung Li-ťiao                     |
| 2020 | Nanking      | zrušeno kvůli pandemii covidu-19 | zrušeno kvůli pandemii covidu-19 | zrušeno kvůli pandemii covidu-19 | zrušeno kvůli pandemii covidu-19 |
| 2022 | Bělehrad     | Auriol Dongmoová                 | 20,43                            | Chase Ealeyová                   | Jessica Schilderová              |
| 2024 | Glasgow      | Sarah Mittonová                  | 20,22                            | Yemisi Ogunleyeová               | Chase Jacksonová                 |
| 2025 | Nanking      | Sarah Mittonová                  | 20,48                            | Jessica Schilderová              | Chase Jacksonová                 |